# Divnomórskoye
Divnomórskoye (en ruso: Дивномо́рское o Divnomorsk, Дивномо́рск) es un seló del ókrug urbano de Gelendzhik del krai de Krasnodar, en el sur de Rusia. Está situado en la costa nororiental del mar Negro, en la desembocadura en él del río Inogua (formado por la confluencia de los ríos Adérbiyevka y Mezybi), 10 km al sureste de Gelendzhik y 89 km al suroeste de Krasnodar. Tenía 6 358 habitantes en 2010.
Es cabeza del municipio Divnomorski, al que pertenecen asimismo Dzhanjot, Praskovéyevka, Adérbiyevka, Svetli, Shirókaya Shchel y Vozrozhdéniye.

## Historia
A mediados del siglo XIX en el emplazamiento del actual seló se encontraba el aul adigué Mezyb (que significa "muchos bosques"). Con la colonización rusa, el emplazamiento fue conocido como Falshivi Gelendzhik (Фальшивый Геленджик, "Falso Gelendzhik") porque en una de las guerras ruso-turcas el emplazamiento fue disimulado con la apariencia de Gelendzhik, por la pequeña bahía que se forma en la costa de la localidad, confundiendo a la flota otomana, lo que permitió el ataque sorpresivo de la flota rusa y la derrota de la otomana. Llevó este nombre durante más de cien años, hasta 1964 cuando fue cambiado a Divnomórskoye.

## Lugares de interés

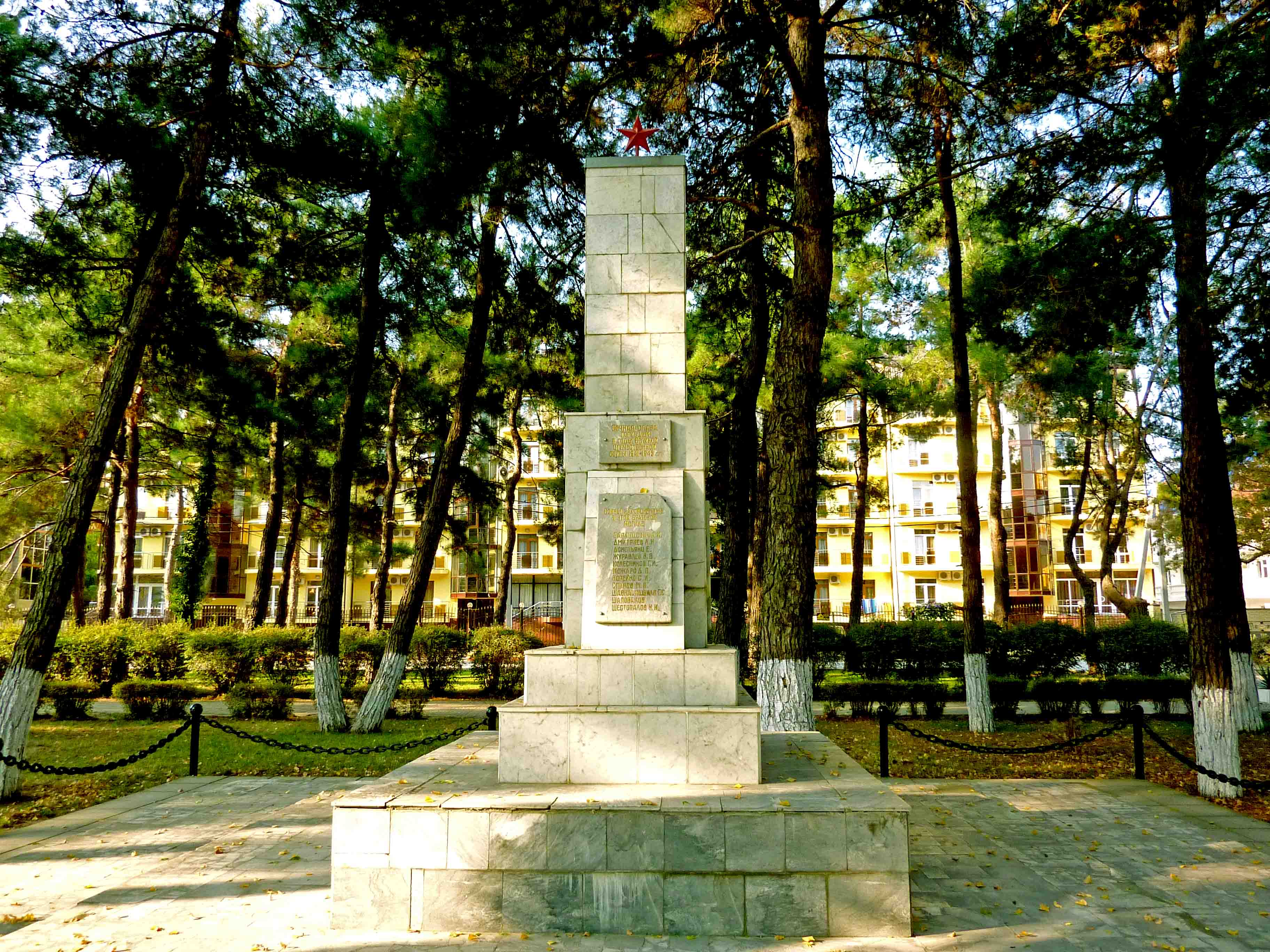
Monumento a los caídos en la Gran Guerra Patria.

En 2005, el patriarca de Moscú y de toda Rusia Alejo II consagró las iglesias de San Sergio de Rádonezh construida en una parcela donada por el municipio de Divnomórskoye en 1997, que contiene una imagen y reliquias del santo donadas por el Monasterio de la Trinidad y San Sergio.
Cabe destacar asimismo el monumento a los caídos en la Gran Guerra Patria de la calle Kírov.

## Economía y transporte
La principal actividad económica de la localidad es el turismo. Junto a la costa se hallan varios complejos vacacionales. Se desarrolla el cultivo de la viña y de las hortalizas.
Divnomórskoye está conectada por un servicio de autocares con Gelendzhik y Krasnodar (con este último destino sólo en época vacacional).